# Fatima Amusan
Fatima Amusan (* 30. Mai 2006) ist eine irische Leichtathletin, die sich auf den Sprint spezialisiert hat.

## Sportliche Laufbahn
Erste internationale Erfahrungen sammelte Fatima Amusan im Jahr 2025, als sie bei den U20-Europameisterschaften in Tampere mit der irischen 4-mal-100-Meter-Staffel in 45,10 s den achten Platz belegte.
2024 wurde Amusan irische Hallenmeisterin in der 4-mal-200-Meter-Staffel.

## Persönliche Bestleistungen
- 100 Meter: 11,96 s (+0,9 m/s), 13. Juli 2025 in London